# Босанска утврђења
Босанска утврђења и градови настали су највећим делом у периоду босанске самосталности под Османлијама у средњем веку. Она су данас културни споменици из османлијског периода босанске прошлости и јако су разноврсни и бројна. Сви се ти споменици, којих у Босни има у 84 места, и даље проучавају и систематски обрађују.

## Врсте утврђења у средњовековној Босни
На територији Босне и Херцеговине било је у задњим вековима пет врста утврђења: градови, паланке, куле, чардаци и шарампови-хендеци.
Градови
Градом се назива утврђење (тврђава) озидана од камена. Неки градови у Босни имали куле и табије, неки само куле, а неки опет само табије или бастионе. Градови са кулама изграђени су у старијим временским периодима. Неки градови који су били поред реке имали су испред својих зидова (бедема) шарампов или хендек који су пуњени водом. А неки градски хендеци били су утврђени и палисадама.
Најстарији босански градови су из 13. века, напр. Соколац, Подзвизд, Језерски.
Међу гардовима су утврђене двори феудалне господе, напр. Врнограч, Ходидјед, Дубровник итд.
Паланке
Назив паланка носе утврђења саграђена, углавном, од дрвеног материјала, најчешће од храстовине. Таква утврђења су била у; Кобашу, Купресу, Брчком итд.
Данас има више локалитета у Босни, који се зову Паланка, међутим до данас ниједна паланка није сачувана.
Неке паланке временом су претворене у градове, као, напр. Тузла, Дувно, а има и један случај да је град временом пропао и потом на његовом месту је подигнута утврда од дрвета - паланка. То се десило са Човком.
Куле
Куле су грађене од тесаног камена на више спратова, а основица им је скоро увек била квадрат. Око кула је двориште опасано зидом (Бела између Брчког и Градачца, Пркоси код Кулен Вакуфа). У тим кулама у горњим деловима се становало, а доњи су били са пушкарницама уместо прозора, које су служили су за одбрану куле.
Куле су настале највећим делом у османлијском периоду, а градили су их велики феудалци на својим имањима и капетани по капетанијама.
Слична утврђења постојала су и у градовима. У таквом граду кула је називана цитадела. Цитаделама је основица прво круг, а касније квадрат. Биле су су прекривене шаторастим кровом.
Чардак
Чардаци су грађени по граници. Приземље чардака је озидано од камена, а просторије на спрату су од дрвета. Међутим било је и чардака саграђених на стубовима. Чардаци су били покривени шаторастим кровом.  У функцији чардака-страже могла је послужити и каква стара кула или рушевина цркве, што је био чест случај.
О чардацима говоре многи извори, а опевани су и у народним песмеама, као и куле „на осам бојева”.
Шарампови
Шарапови или хендеци били су опкопи око неке зграде или испред зграде. Такав је опкоп као утврђења имала Бијељина, Јања, Грачаница у Спречи и Варцар Вакуф. Негде су шарампови били утврђени палисадама (пармаклук).
И неки градови имали су испред својих зидова (бедема) такве шарампова или хендеке, а у неке од њих пуштана је вода, ако је град био уз реку, напр. Бихаћ, Бања Лука итд. Пред градом Стара Островица код Кулен Вакуфа хендек је исклесан из „љутог камена”. Неки градски хендеци додатно су били утврђени палисадима.

## Списка утврђења у Босни
Б
Бања Лука (Стари и Нови град), Бихаћ Бербир (Градишка), Бијељина (шарампов), Билај, Била Стина Биоград (Акхисар, Прусац), Биоград (Биоградац, Гламоч), Биоградац (Гламоч) Бобас, Бобовац, Бочац, Брчко (паланка), Брековица, Бродар, Бужим (Чава) 
Ц
Цазин 
Ч
Чајанград Чава (Бужим), Човк
Д
Дервента, Добој, Добор,Дубица, Дубровник, Дувно (Седиџедид) 
Џ
Џиср Кебир, (Кулен Вакуф),Џиср Сана (Сански Мост - паланка)   
Г
Гламоч (Биоград, Биоградац) Гол Хисар (Језеро), Градачац, Градишка (Бербир) . 
Х
Хавала, Хливно (Ливно), Ходидјед (Стари Град)
И
Изачић
Ј
Јајце, Јасеница, Јасеновац, Језеро (Гол Хисар), Језерски   
К
Каменград, Камичак, Кладуша, Мала, Кладуша, Велика, Кључ на Сани, Кобаш (паланка), Котор (Бобас), Козарац, Крупа, Купрес (паланка), Кушлат Ливно (Хливно),
М
Маглај,  Мутник   
Н
Нови (Новин), Нови у Прачи (Павловац) Новин (Нови)   
О
Орашац, Острожац, Отока (Адаи Кебир)  
П
Павловац (Нови у Прачи), Пећи, Пећиград, Пећи Михаља Турка, Петровац, Подзвизд, Придор (Приједор), Приковрх, Прусац (Биоград, Акхисар) 
Р
Рипач  
С
Самобор, Сарајево, Соко у Усори, Соко, Сокол у Пливи, Соколац код Бихаћа, Сребреница Сребреник код Сребренице, Сребреник у Усори, Стара Островица (Островицаи Атик) Стари Град (Ходидјед), Стари Мајдан, Сусид, Стурлицу   
Т
Теочак, Тешањ, Тодор Нови (Тодорово), Травник, Тржац, Тузла 
В
Винац (Винцаце), Високи, Вишеград, Врандук 80. Вратар у Зепи 81. Врнограч (Вранограч) 
З
Звечај, Зворник, 
Ж
Жепче Зупан Поток (Дувно)